# Лучановице

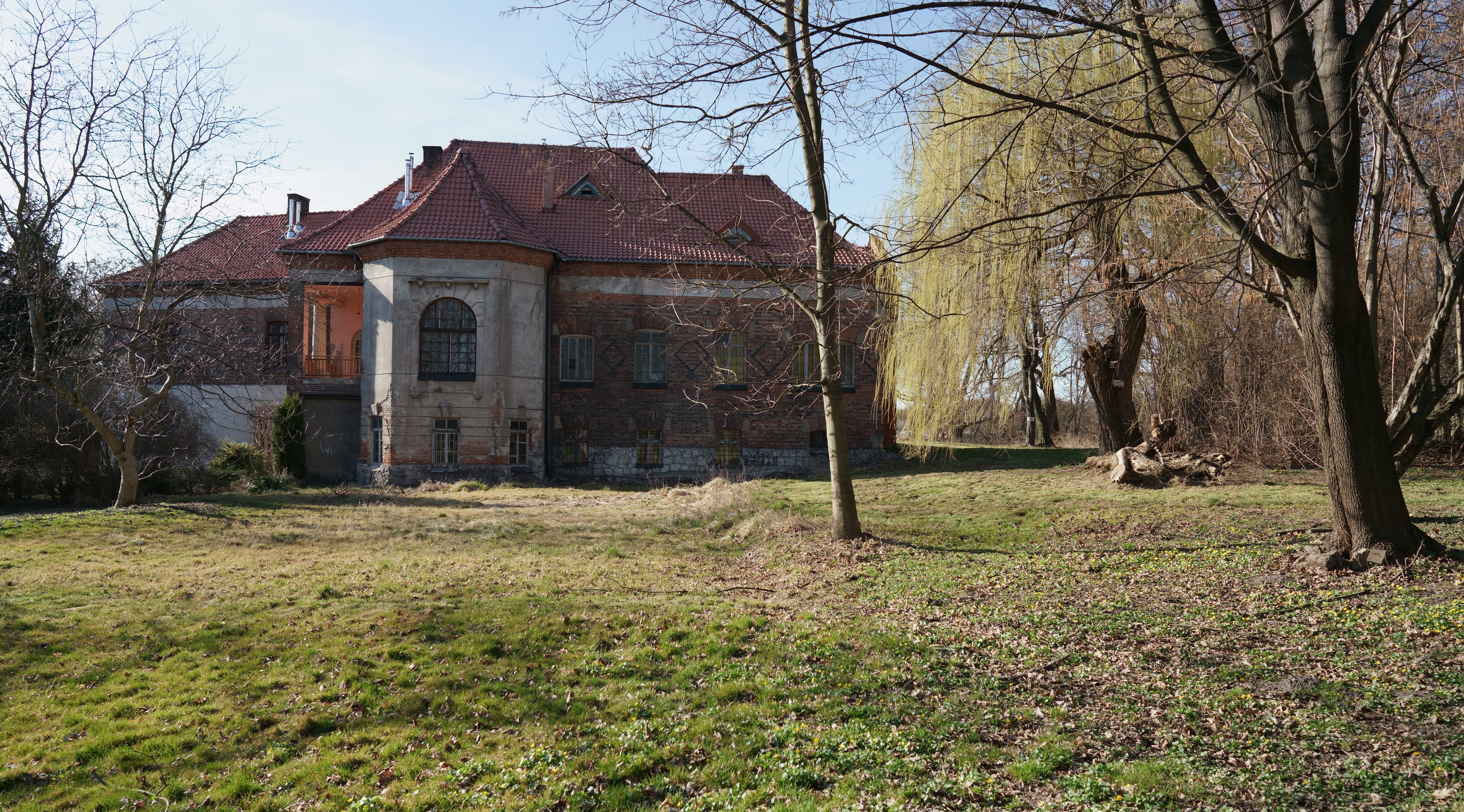
Усадьба в Лучановице

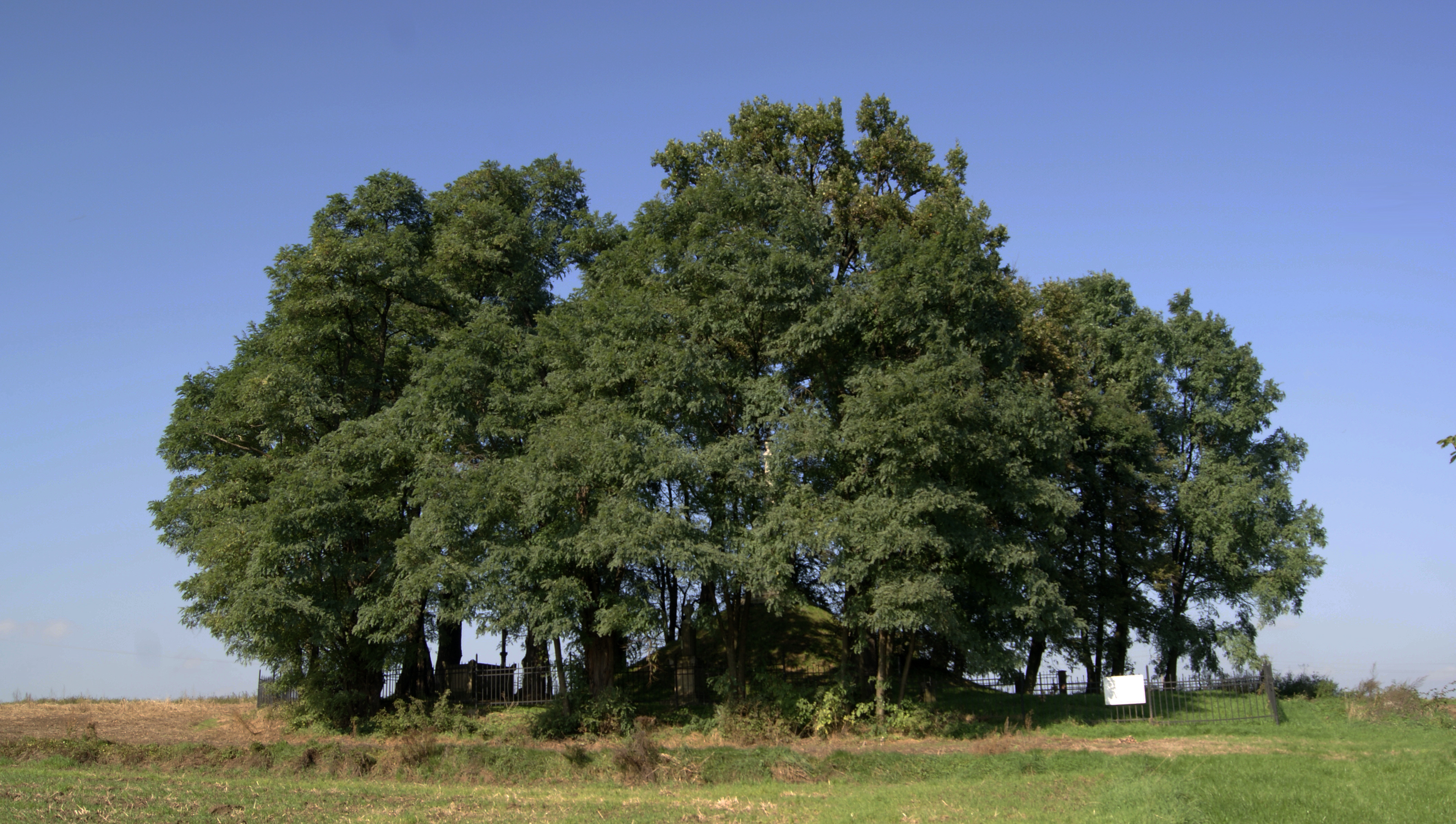
Евангелическое кладбище

Лучанови́це (пол. Łuczanowice) — микрорайон Кракова, входящий в административный район Дзельница XVII Взгужа-Кшеславицке.

## География
Лучановице находится в северо-восточной окраине Кракова. На севере граничит с деревней Дзядув, на юге-востоке — с микрорайоном Вадув, на западе — с микрорайоном Любоча и на востоке — с деревней Кшиштофожице.

## История
Первые упоминания о деревне Лучановице к XIV веку. В 1381 году Лучановице принадлежала Петру по прозвищу Глаз из Лучановице. В 1509 году владелец деревни Лучановице подарил её королевскому врачу Патавину. С XVI по XIX век Лучановице принадлежала кальвинистскому роду Желенских, которые были членами общины польских братьев, позднее перешли в кальвинизм. C 1591 года деревня Лучановице стала центром краковских кальвинистов. В 1636 году община Лучановице перешла в лютеранство. В 1687 году протестантская община в Лучановице была закрыта решением краковских властей.
1 января 1973 года деревня Лучановице была включена в состав Кракова в состав административного района Дзельница XVIII Нова-Гута. C 1991 года Лучановице является частью административного района Дзельница XVII Взгужа-Кшеславицке.

## Экономика
В Лучановице находятся следующие хозяйственные объекты:
- Несколько торговых предприятий;
- Дом культуры;
- Парк.

## Достопримечательности
- Евангелическое кладбище — памятник культуры Малопольского воеводства;
- Усадьба XVIII века.